# Universidad de Arte de Monserrat
La Universidad de Arte de Monserrat (en inglés: Montserrat College of Art) es una universidad privada residencial especializada en artes visuales y ubicada en Beverly, Massachusetts.

## Historia
La escuela se estableció en 1970 como Escuela de Artes Visuales de Montserrat y ofreció un programa de diploma. La escuela fue fundada por la Fundación de Artes Comunitarias de North Shore, un grupo cívico que administraba el North Shore Music Theatre . El artista de Gloucester y exjefe del Departamento de Bellas Artes de la Escuela de Arte y Diseño de Nueva Inglaterra, Joseph Jeswald, fue elegido para servir como el primer presidente de la escuela y el fundador de North Shore Music Theatre, Stephen Slane, fue nombrado director gerente. La escuela fue acreditada como universidad y autorizada para otorgar la licenciatura en bellas artes a mediados de la década de 1980, momento en el que cambió a su nombre actual. En 1992, la escuela se mudó a su ubicación actual en Cabot Street en Essex Street en el edificio Hardie, un edificio escolar renovado del siglo XIX que sirve como el centro del campus. En 2016, el campus de la universidad consta de doce edificios académicos y residenciales propios o alquilados en y alrededor del centro histórico de Beverly, MA, a pocas cuadras del Océano Atlántico.
A principios de 2015, Montserrat College of Art exploró una posible fusión con la Universidad Estatal de Salem, una institución pública mucho más grande en una ciudad vecina. Después de algunos meses de investigación y negociaciones, se descubrió que la propuesta no era factible y el plan se abandonó en el verano de 2015.

## Campus

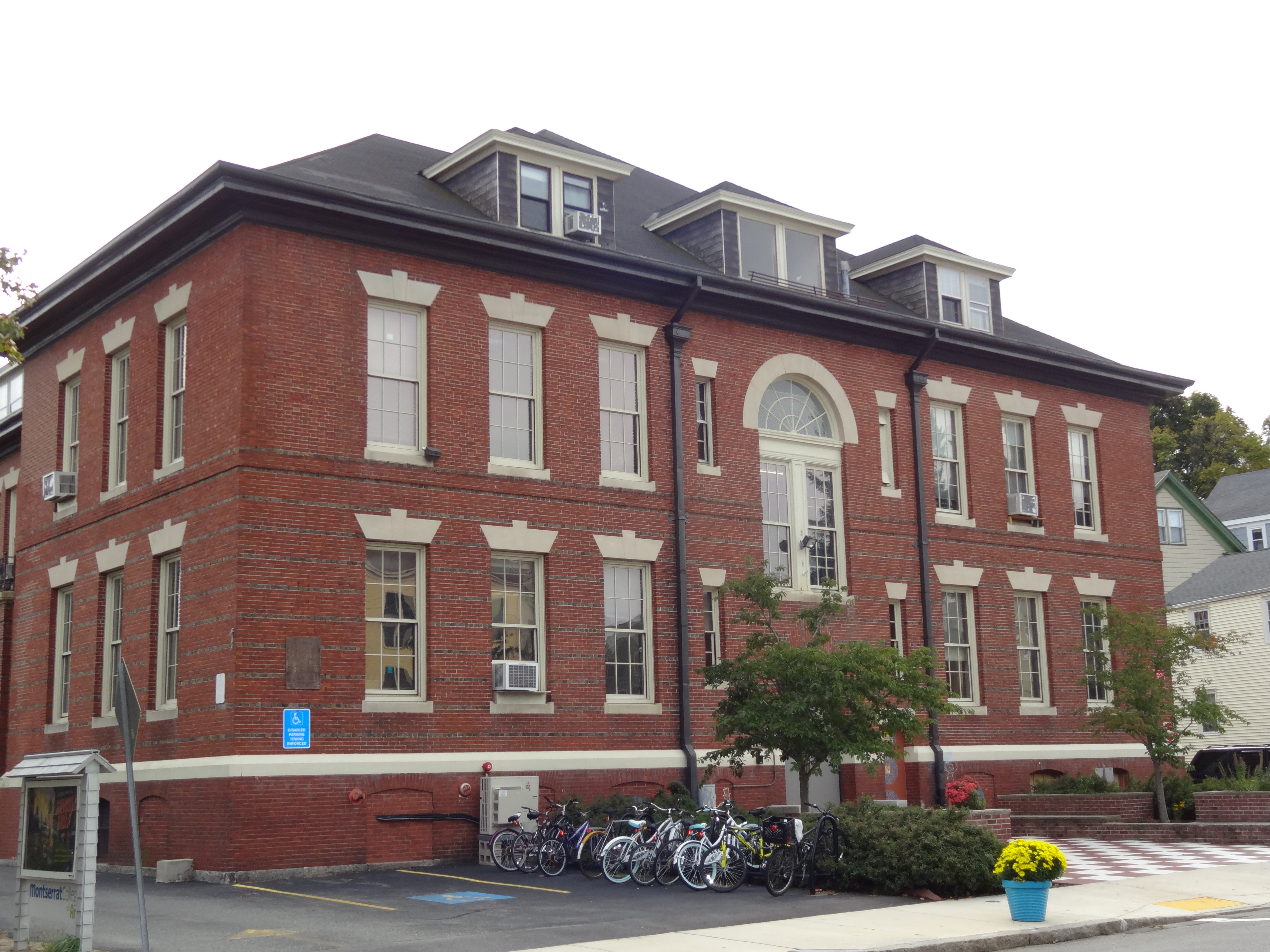
Edificio Hardie de la Universidad de Arte de Montserrat

El campus está ubicado en el centro de Beverly, e incluye el edificio Hardie central ubicado en 23 Essex Street; la calle Cabot 248, que alberga cursos de artes liberales, estudios de ilustración para personas mayores y oficinas administrativas; la Galería 301, que alberga estudios para personas mayores y el departamento de Escultura; y residencias tipo apartamento.
También se construyó y abrió una residencia, Helena J. Sturnick Student Residence Village, para el comienzo del semestre de otoño de 2009. La escuela enfatiza los aspectos positivos de su pequeño tamaño, lo que permite una mayor atención académica al progreso de cada estudiante individual. Montserrat tiene un cuerpo estudiantil activo de 370 estudiantes a partir del otoño de 2020.

## Programas académicos
Montserrat ofrece títulos de Licenciatura en Bellas Artes, junto con menores opcionales de Escritura Creativa, Historia del Arte y Educación Artística. También ofrece clases sin crédito para adultos y adolescentes, y programas de verano con crédito para estudiantes de secundaria. Un programa STEAM, un enfoque educativo para el aprendizaje que utiliza la ciencia, la tecnología, la ingeniería, las artes y las matemáticas como puntos de acceso para guiar la investigación, el diálogo y el pensamiento crítico de los estudiantes, se ofrece en el verano a los estudiantes de tercer a octavo grado. El colegio también tiene acuerdos de articulación con varios colegios comunitarios.
La universidad tiene programas de estudios en el extranjero en Viterbo, Italia; Mallorca, España; Niigata, Japón; y otros sitios ocasionales. Cada programa de estudios en el extranjero dura alrededor de un mes en el extranjero y presenta diferentes tipos de clases para estudiantes, ej. en Niigata los estudiantes estudian grabado.

## Exposiciones y exhibiciones de arte
Montserrat alberga cuatro galerías públicas que son gratuitas y están abiertas al público. Las galerías exhiben obras de artistas internacionales, nacionales, regionales y locales, y cada exhibición brinda oportunidades para que el público conozca y escuche a los artistas hablar sobre su trabajo.
La universidad ha estado organizando la 6.ª competencia de arte de la escuela secundaria del Congreso del distrito de Essex desde 1995. La competencia está abierta a todos los estudiantes públicos, privados y educados en el hogar en los grados 10-12 y el trabajo del ganador de cada año se envía a Washington D. C. para ser exhibido en el capitolio para el año siguiente.
Cada primavera, la universidad realiza una subasta de arte para recaudar fondos, el principal evento de la universidad en beneficio de las becas estudiantiles.
Las galerías de la universidad exhiben el trabajo de destacados artistas contemporáneos internacionales, nacionales y regionales y ofrecen conferencias y eventos gratuitos destinados a llevar la educación artística más allá de las aulas de la universidad.